# 金生山神社

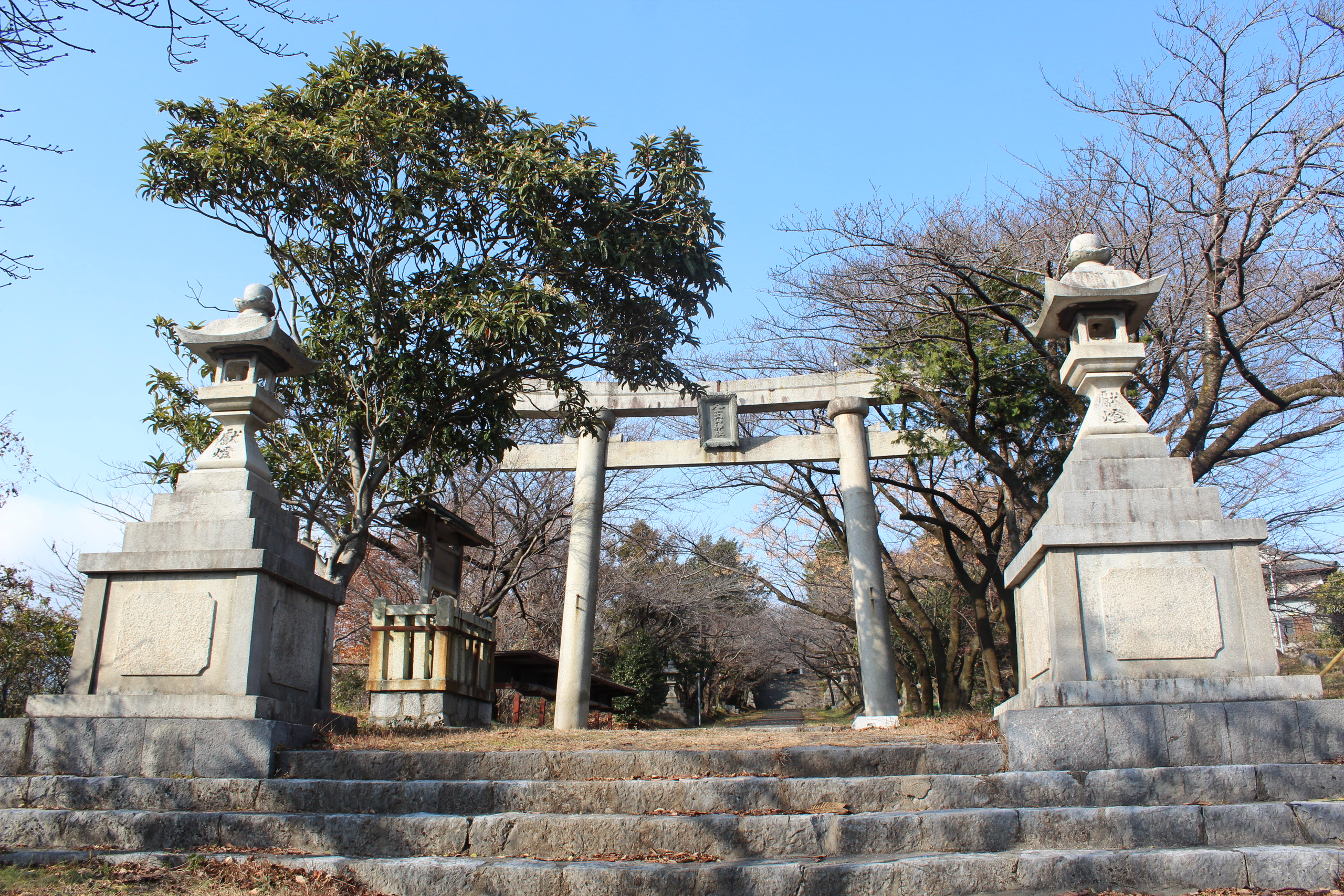
金生山神社の鳥居

金生山神社（かなぶじんじゃ／かなぶさんじんじゃ
）は、岐阜県大垣市赤坂町にある神社。

## 概要
金生山の中腹にある。元々は明星輪寺にあった蔵王権現宮である。
例年4月第2日曜日、赤坂宿で行われる「赤坂まつり」は、金生山神社の例祭である。
隣接する金生山化石館は、金生山神社の境内の一部を借り受けて建てられている。

## 沿革
明星輪寺の寺伝によれば、明星輪寺は686年（朱鳥元年）、持統天皇の勅命により、役小角が開山。2年後に建立したという。この時役小角が蔵王権現宮を吉野より勧請したと伝承がある。明星輪寺の本尊は虚空蔵菩薩であり、蔵王権現（蛇王権現）は虚空蔵菩薩の鎮守として祀られたという。別の説では奈良時代中期（750年頃）創建という。
1869年（明治2年）、神仏分離令により明星輪寺より分離独立し、祭神を蔵王権現から安閑天皇に変更し、金生山神社と改称する。同時に現在地に移転する。
1871年（明治4年）、郷社になった。

## 所在地
- 岐阜県大垣市赤坂町4526

## 交通機関
- 名阪近鉄バス「虚空蔵口」バス停より徒歩で約10分。
  - 大垣駅前バスのりば1番のりば「赤坂総合センター」行きに乗車。